# Merja Raski
Merja Riitta Marianne Raski (Köyliö, 20 marzo 1965) è una cantante finlandese.

## Biografia
Merja Raski è salita alla ribalta nel 1993 con la sua incoronazione a regina al festival del tango finlandese Seinäjoen Tangomarkkinat. Il suo album di debutto eponimo è uscito nello stesso anno ed è stato certificato disco d'oro con oltre 25 000 copie vendute a livello nazionale.

## Discografia

### Album in studio
- 1993 – Merja Raski
- 1995 – Polttavaa tulta
- 1996 – Nyt tiedän mitä rakkaus on
- 1998 – Pisara
- 2005 – Joulumuisto (con Vesa Alare)

### Raccolte
- 2003 – Kymmenen vuotta aamuyöstä

### Singoli
- 1993 – Aamuyö/Elämälle
- 1993 – Onnen maa
- 1997 – Haavesaari/Talven ruusu
- 1997 – Mull' on kaikki, mull' on rakkaus
- 2001 – Yöperho
- 2007 – Callin' Me/Tähtiin asti